# 中央食品 (埼玉県)
中央食品株式会社（ちゅうおうしょくひん）は、埼玉県さいたま市南区に本社を置く調味料メーカー。

## 沿革
- 1970年 - 栄屋香辛店として発足
- 1978年 - 中央食品株式会社として法人組織に改組、設立
- 1984年 - さいたま市南区に製造工場が完成する。